# 趙南起
趙 南起（ちょう なんき、中国語読み：チャオ・ナンチー、朝鮮語読み：チョ・ナムギ、朝鮮語：조남기、1927年4月20日 - 2018年6月17日）は、中国人民解放軍の軍人。朝鮮族。

## 経歴
- 1927年4月 - 忠清北道清州郡に生まれる
- 1939年冬 - 故郷を離れ吉林省永吉県に移住
- 1945年12月～1947年12月 - 朝鮮義勇軍第7支隊に入隊、東北軍政大学吉林分校学員、班長、吉林省民運工作隊隊員
- 1947年2月 - 中国共産党に入党
- 1947年12月 - 吉林省延辺地区党委員会組織部書記、幹事
- 1948年3月～1950年10月 - 吉林省延辺地区総務科副科長、地区党委員秘書、中共吉林省委員会政策研究員を歴任
- 1950年10月 - 中国人民志願軍司令部作戦処参謀
- 1952年5月～1957年11月 - 志願軍後勤部司令部参謀処参謀、運輸科副科長、運輸科科長を歴任。1955年から後勤学院指揮系学を学び後勤学院教員
- 1957年11月 - 志願軍後勤部司令部組織計画処計画科科長
- 1959年 - 吉林省延辺軍分区政治部副主任
- 1963年8月、吉林省延辺軍分区政治部主任
- 1964年8月 - 吉林省延辺軍分区副政治委員
- 1966年3月 - 吉林省延辺軍分区第2政治委員
- 文化大革命中の1968年から1973年の間に批判を受ける
- 1973年4月 - 吉林省通化分区政治委員
- 1977年4月 - 吉林省軍区政治部主任
- 1978年10月 - 吉林省延辺軍分区第1政治委員
- 1979年6月 - 吉林省軍区副政治委員兼任
- 1984年3月 - 吉林省軍区政治委員
- 1985年3月 - 後勤部副部長兼副政治委員
- 1987年11月～1992年10月 - 後勤部部長、総後勤部党委員書記、中央軍事委員会委員を歴任
- 1992年10月 - 軍事科学院院長
- 1998年3月 - 第9回全国政治協商会議副主席
- 第12～14回中央委員、第5～7回全国人民代表大会代表、第5回全国人民代表大会民族委員会副主任委員
- 2000年5月、韓国を初めて訪問。
- 2004年6月1日、中韓安保学術フォーラムに参加するため韓国を訪問。
- 北京時間2018年6月17日午後11時12分、北京において死去した、享年91歳[1]。

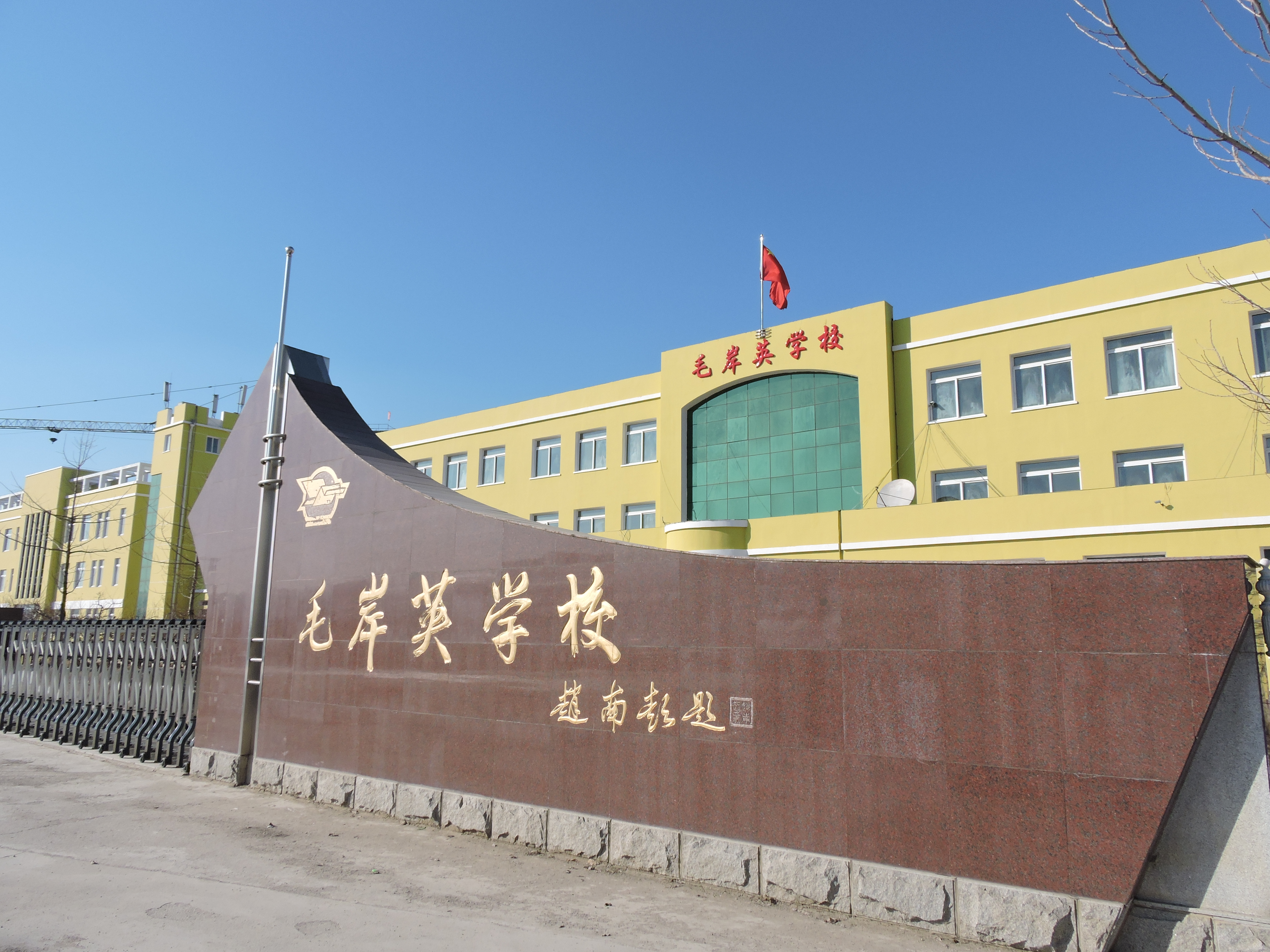
趙南起が揮毫した「毛岸英学校」の校門
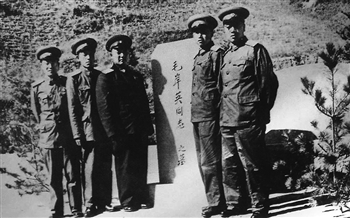
1958年10月、北朝鮮から撤退前夜に毛岸英の墓前で記念撮影する趙南起（左３）ら

## 参考
- “趙南起簡歴” (中国語).   新華網. 2014年11月2日閲覧。

| 先代洪学智 | 総後勤部部長1987年 - 1992年 | 次代傅全有 |

| 先代蒋順学 | 軍事科学院院長1992年 - 1995年 | 次代徐恵滋 |